# Carex abscondita
Espèce
Classification phylogénétique
Carex abscondita est une espèce de plantes du genre Carex et de la famille des Cyperaceae.